# Schwachhausen (Brema)
Schwachhausen, Bremen-Schwachhausen (dolnoniem. Swachhusen) — dzielnica miasta Brema w Niemczech, w okręgu administracyjnym Ost, w kraju związkowym Brema. 
Dzielnica graniczy z centrum miasta.